# Moonlight (chanson de MAX)
Pour les articles homonymes, voir Moonlight.
Singles de MAX
Perfect Love
(2001) Feel So Right
(2001)
Moonlight (titré en minuscules : moonlight) est le 21e single du groupe MAX.

## Présentation
Le single sort le 27 septembre 2001 au Japon sous le label avex trax, quatre mois seulement après le précédent single du groupe, Perfect Love. Il atteint la 13e place du classement des ventes de l'Oricon, et reste classé pendant quatre semaines. Vendu à quelques 28 000 exemplaires, il est alors son single le moins vendu à l'exception des deux premiers, sortis en 1995.
Il contient deux chansons originales et leurs versions instrumentales. La chanson-titre sert de générique d'ouverture à l'émission télévisée Sukiyaki!! London Boots Daisaku Ikusa de la chaine TV Tokyo. Elle figurera uniquement sur la compilation du groupe Precious Collection 1995-2002 qui sortira six mois plus tard. La deuxième chanson du single, Paradise Lost, est interprétée en solo par l'une des membres, Mina ; elle sert de générique d'ouverture à la courte série anime Kuru Kuru Ami (くるくるアミー) diffusée sur TV Tokyo, et restera inédite en album.

## Liste des titres
Toutes les chansons sont écrites par Shungo et arrangées par Takehiro Kawabe.
| CD    | CD                                       | CD                                      | CD    | CD | CD | CD | CD | CD | CD |
| No    | Titre                                    | Musique                                 | Durée |    |    |    |    |    |    |
| ----- | ---------------------------------------- | --------------------------------------- | ----- | -- | -- | -- | -- | -- | -- |
| 1.    | Moonlight (moonlight)                    | Keri Kimei, Matt Bronleewe              | 3:40  |    |    |    |    |    |    |
| 2.    | Paradise Lost                            | Liz Winstanley, Pete Kirtley, Tim Hawes | 4:12  |    |    |    |    |    |    |
| 3.    | Moonlight (Instrumental) (moonlight ...) | Keri Kimei, Matt Bronleewe              | 3:40  |    |    |    |    |    |    |
| 4.    | Paradise Lost (Instrumental)             | Liz Winstanley, Pete Kirtley, Tim Hawes | 4:10  |    |    |    |    |    |    |
| 15:42 |                                          |                                         |       |    |    |    |    |    |    |